# Вальдек-Руссо, Рене
Рене Вальдек-Руссо (27 сентября 1809, Авранш — 17 февраля 1882, Нант, метрополия Франции) — французский юрист и политик. Мэр Нанта (1870—1871, 1874—1875). Представитель республиканской партии в Национальном Учредительном собрании (1848—1849). Отец Пьера Вальдека-Руссо (1846—1904), французского государственного деятеля, Председателя Совета Министров Франции (1899—1902).
Во время Революции 1848 года избран депутатом от Нижней Луары в Учредительное собрание с апреля 1848 по май 1849 года.
Вместе с Жюлем Симоном, Луи Бланом и другими заседал в комиссии, назначенной для расследования рабочего вопроса во время Второй республики, внося множество важных предложений, одно из которых, по созданию национальных банков, было частично реализовано в 1850 году. После избрания Луи Наполеона Бонапарта на пост президента он вернулся к своей адвокатской практике и некоторое время после государственного переворота скрывался, чтобы избежать ареста.
Вернулся к политической жизни во время кризиса 1870 года, когда в августе стал мэром Нанта и принял участие в провозглашении Третьей республики 4 сентября. Вскоре после этого он ушел с муниципальной должности из-за разногласий со своими коллегами по вопросу образования.